# Leptasterias groenlandica
Leptasterias groenlandica är en sjöstjärneart som först beskrevs av Japetus Steenstrup 1857.  Leptasterias groenlandica ingår i släktet Leptasterias och familjen trollsjöstjärnor. Inga underarter finns listade i Catalogue of Life.